# Mohammed Al-Rubaie
Mohammed Faraj Al-Rubaie Al-Yami (en arabe : محمد فرج الربيعي اليامي), né le 14 août 1997 à Djeddah en Arabie saoudite, est un footballeur international saoudien. Il joue au poste de gardien de but à Al-Hilal FC, en prêt d'Al-Ahli FC.

## Biographie

### En club
Le 17 mai 2013, il rejoint l'Al-Ahli SC en provenance d'Al Okhdoud Club. Le 2 août 2018, il est prêté à Al-Batin FC. Il fait ses débuts en championnat le 19 octobre 2018 en entrant à la 72e minute à la place d'Adriano Facchini. Al-Batin s'incline à domicile 0-2 contre Al-Nassr. 
Le 28 janvier 2018, il renouvele son contrat avec l'Ahli SC pour quatre saisons supplémentaires. Il joue son premier match le 4 septembre 2020 en entrant à la onzième minute à la place de Yasser Al-Mosailem. Al-Ahli perd 2-1 dans le stade d'Abha Club. Le 22 octobre 2020, il joue pour la première fois comme titulaire lors d'un match remporté 1-0 contre Al Wehda.

### En sélection
Avec les moins de 20 ans, il dispute la Coupe du monde des moins de 20 ans en 2017. Lors du mondial junior qui se déroule en Corée du Sud, il ne joue qu'une seule rencontre. L'Arabie saoudite s'incline en huitième de finale face à l'Uruguay.
Il participe ensuite avec les moins de 23 ans au championnat d'Asie des moins de 23 ans, en 2018 puis en 2020. Lors de l'édition 2018 qui se déroule en Chine, il doit se contenter du banc des remplaçants. Lors de l'édition 2020 organisée en Thaïlande, il joue six matchs, et l'Arabie saoudite s'incline en finale face à la Corée du Sud. Il participe également aux Jeux asiatiques de 2018, qui voit son équipe atteindre les quarts de finale.
Il participe ensuite avec la sélection olympique aux Jeux olympiques d'été de 2020, organisés lors de l'été 2021 à Tokyo. Lors du tournoi olympique, il joue deux matchs. Avec un bilan de trois défaites en trois matchs, l'Arabie saoudite est éliminée dès le premier tour.
Il reçoit sa première sélection en équipe d'Arabie saoudite le 21 mars 2019, contre les Émirats arabes unis (défaite 2-1). Il dispute ensuite la Coupe arabe de la FIFA 2021, un tournoi organisé au Qatar. Il ne joue qu'un seul match lors de cette compétition. Avec un bilan d'un nul et deux défaites, l'Arabie saoudite est éliminée dès le premier tour.
Le 11 novembre 2022, il est sélectionné par Hervé Renard pour participer à la Coupe du monde 2022.

## Palmarès

### En club
Al-Ahli FC (1) 
- Ligue des champions de l’AFC (1) :
  - Vainqueur : 2025

### En sélection nationale
Arabie saoudite
- Championnat d'Asie des -23 ans
  - Finaliste : 2020